# Чиконьяни, Антонио
Антонио Чиконьяни (итал. Antonio Cicognani; 18 мая 1857, Фаэнца — 13 июня 1934, Пезаро) — итальянский композитор, органист и музыкальный педагог. Двоюродный брат Джузеппе Чиконьяни.
Учился в Болонском музыкальном лицее, в том числе у Эрнесто Коломбани (фортепиано), Алессандро Бузи и Винченцо Петрали (композиция). Окончив курс в 1881 году, получил место капельмейстера в кафедральном соборе Фаэнцы, где с 1879 г. играл на органе, и оставался на этом посту до 1894 года. Затем на протяжении двух лет совершенствовался в области духовной музыки в Школе церковной музыки в Регенсбурге. Немецкое влияние ощутимо в его творческом наследии, наряду с влиянием григорианского хорала, изучавшегося им в Германии, а первое зрелое сочинение Чиконьяни, Missa benedicta, et venerabilis для двух мужских голосов в сопровождении органа, было напечатано в Регенсбурге в 1897 г.
В 1896—1897 гг. Чиконьяни возглавлял музыкальную школу в Алессандрии. Выиграв конкурс на должность директора Генуэзского музыкального института, он, однако, так и не получил этого назначения, зато по приглашению Пьетро Масканьи в 1897 г. занял место вице-директора и профессора органа и гармонии в Музыкальном лицее Пезаро; с 1900 г. был профессором контрапункта, а в 1902—1905 гг. — директором лицея, профессором композиции и оркестровки. В 1905 г. лицей возглавил Амилькаре Дзанелла, а Чиконьяни вернулся к преподаванию контрапункта и посту вице-директора. Среди учеников Чиконьяни наиболее известны Франческо Балилла Прателла, Риккардо Дзандонаи и Франческо Ватьелли.
В композиторском наследии Чиконьяни преобладают религиозные сочинения, в том числе многочисленные мессы (по большей части неопубликованные), Реквием, восьмиголосная Ave Maria и т. д. Ему также принадлежат «Римские сцены» (итал. Scene romane; 1904) для оркестра, песни на слова Джозуэ Кардуччи и Джакомо Леопарди, несколько сценических работ, не увидевших сцены.
В преподавании ориентировался на немецких теоретиков (в частности, на курс композиции А. Б. Маркса, значительную часть которого перевёл на итальянский язык) и на немецкую музыкальную традицию (прежде всего, на И. С. Баха). Для собственного учебника композиции собрал к 1905 году обширный материал, однако так и не написал его. Опубликовал ряд научных и публицистических статей по вопросам церковного пения.
Чиконьяни пользовался также известностью как органист-импровизатор, выступавший в Чезене, Пизе, Римини и др.